# Stillingia
Stillingia es un género de plantas con flores perteneciente a la familia Euphorbiaceae, comprende una 142 especies. El género se encuentra en las regiones tropicales calurosas y son nativas de Norteamérica.

## Descripción
Son arbustos pequeños o subarbustos, que alcanzan un tamaño de 0.5–2 m de alto, con látex; plantas monoicas. Hojas alternas, simples, ovado-oblongas, 3–6 cm de largo y 1.2–3 cm de ancho, ápice acuminado, base aguda y con 2 glándulas ciatiformes, márgenes serrados, glabras; pecíolos cortos. Inflorescencia un tirso terminal espiciforme, con las flores pistiladas solitarias y dispuestas en los nudos basales y las címulas estaminadas de 3–5 flores en los nudos distales, brácteas con 2 glándulas pateniformes; flores estaminadas sésiles, ca 3 mm de largo, cáliz bilobado, pétalos y disco ausentes, estambres 2; flores pistiladas con 3 sépalos, pétalos y disco ausentes, ovario sésil, 3-locular, 1 óvulo por lóculo, estilos 3, ca 3 mm de largo, connados en la base y con el ápice recurvado. Fruto capsular, subsésil, ovoide, levemente 3-lobado, 5–7 mm de largo y 7–9 mm de diámetro, dejando una ginobase persistente y 3-lobada en la dehiscencia; semillas subglobosas, 5–7 mm de diámetro, lisas y carunculadas.

## Taxonomía
El género fue descrito por Garden ex Carolus Linnaeus y publicado en Systema Naturae, ed. 12 2: 611, 637. 1767. La especie tipo es: Stillingia sylvatica Garden ex L.

## Especies seleccionadas
- Stillingia linearifolia
- Stillingia paucidentata
- Stillingia spinulosa
- Stillingia sylvatica
- Stillingia texana

et al.